# Coleonema album
Coleonema album es una especie de planta de la familia de las rutáceas. Es nativa de Sudáfrica.

## Descripción
Es un arbusto  erecto, muy ramificado y compacto que crece hasta una altura de 2 m. Está finamente ramificado y desarrolla nuevos brotes en las puntas de las ramas viejas. La ramificación se produce a partir de la base del arbusto. La corteza es de color marrón grisáceo, dura con cicatrices horizontales de las hojas. La inflorescencia es solitaria, axilar y densa en la punta de las ramas. Los capullos cerrados de flores se tiñen de color rosado y aparecen en blanco cuando se abren. Las flores son pequeñas, blancas de 6-7 mm de diámetro, con un disco de color verde oscuro en el centro.  Las flores aparecen con tal profusión que la selva es una nube  blanca cuando está en flor y atrae a las abejas y mariposas. Florece de mayo a noviembre.

## Usos
Es una planta costera excelente y se puede utilizar como planta ornamental de jardinería. Las hojas son aromáticas y contienen aceites esenciales que son utilizados por los pescadores para eliminar el olor de sus manos. 
Los campistas frotan las hojas en su ropa de cama para mantener las hormigas y los mosquitos alejados. Las hojas se usan como un repelente de insectos.

## Taxonomía
Coleonema album fue descrita  por el  botánico (Thunb.) Bartl. & H.L.Wendl.  y publicado en Beitrage zur Botanik 1: 56, en el año 1824.
Sinonimia
- Diosma alba Thunb. basónimo
- Diosma juniperina Moench[5]